# Ga Đài Nam
Ga Đài Nam (tiếng Trung: 台南車站; bính âm: Táinán Chēzhàn) là một ga đường sắt ở Đài Nam, Đài Loan do Cục Đường sắt Đài Loan phục vụ .